# لکان (تاجیکستان)
لَکّان یکی از جماعت‌های شمال تاجیکستان است، که در ناحیهٔ اسفره در ولایت سغد واقع شده است. این شهر دارای جمعیت تقریبی ۵٬۵۱۴ نفر است. یکی از بیمارستان‌های روان‌پزشکی بزرگ تاجیکستان در این جماعت قرار دارد.